# Peter Henriksen
Peter Henriksen (født 20. august 1972 i København) er en tidligere  dansk tidligere håndboldspiller. Han har tidligere spillet for GOG Svendborg TGI's førstehold.
Peter Henriksen begyndte at spille håndbold som 8-årig, og han spillede i flere klubber i København og Nordsjælland, inden han kom til VfL Gummersbach i Tyskland. Han vendte hjem igen til Virum, og i 2002 skiftede han til GOG Svendborg TGI. Her vandt han det danske mesterskab i 2004 og 2007, samt pokalen i 2003, 2004 og 2006. Han skiftede til Fredericia, efter GOG Svendborg TGI var gået konkurs i 2010.  I 2011 indstillede han karrieren, men gjorde comeback i marts 2012 for AG København for at erstatte Steiner Ege, der var blevet skadet. Her vandt han endnu engang det danske mesterskab.
På landsholdsplan fik han en snes ungdomslandskampe, og han var med på holdet, der vandt sølv ved U-VM i 1993 i Egypten. Som senior debuterede han på landsholdet i 1997, men han stod længe i skyggen af andre målmænd. Da det endelig var ved at blive Henriksens tur, blev han skadet lige inden VM i Tunesien 2005 og kom dermed ikke med, mens han blev fravalgt til EM det følgende år. Omsider kom han med til en slutrunde, da han som en solid andenmålmand efter Kasper Hvidt var med til at vinde bronzemedaljer ved VM i håndbold 2007 i Tyskland.
I øjeblikket underviser Peter Henriksen i fysiologi ved University College Lillebælt.

## Resultater

### Landsholdet
- 2008 EM-guld